# Keep Talking
„Keep Talking“ je devátá píseň z posledního studiového alba anglické progresivně rockové skupiny Pink Floyd The Division Bell, vydaného v roce 1994. Autory písně jsou klávesista Richard Wright, kytarista David Gilmour a jeho manželka Polly Samson. Píseň, kterou nazpíval David Gilmour, obsahuje také elektronický hlas Stephena Hawkinga.

## Sestava
- David Gilmour – sólová kytara, zpěv, talk box
- Richard Wright – Hammondovy varhany, syntezátor
- Nick Mason – bicí, perkuse
- Tim Renwick – rytmická kytara
- Gary Wallis – perkuse
- Jon Carin – klávesy
- Guy Pratt – baskytara
- Bob Ezrin – perkuse
- Sam Brown, Durga McBroom, Carol Kenyon, Claudia Fontaine – doprovodný zpěv